# Bifrenaria silvana
Bifrenaria silvana är en orkidéart som beskrevs av Vitorino Paiva Castro. Bifrenaria silvana ingår i släktet Bifrenaria och familjen orkidéer. Inga underarter finns listade i Catalogue of Life.